# 球桿菌

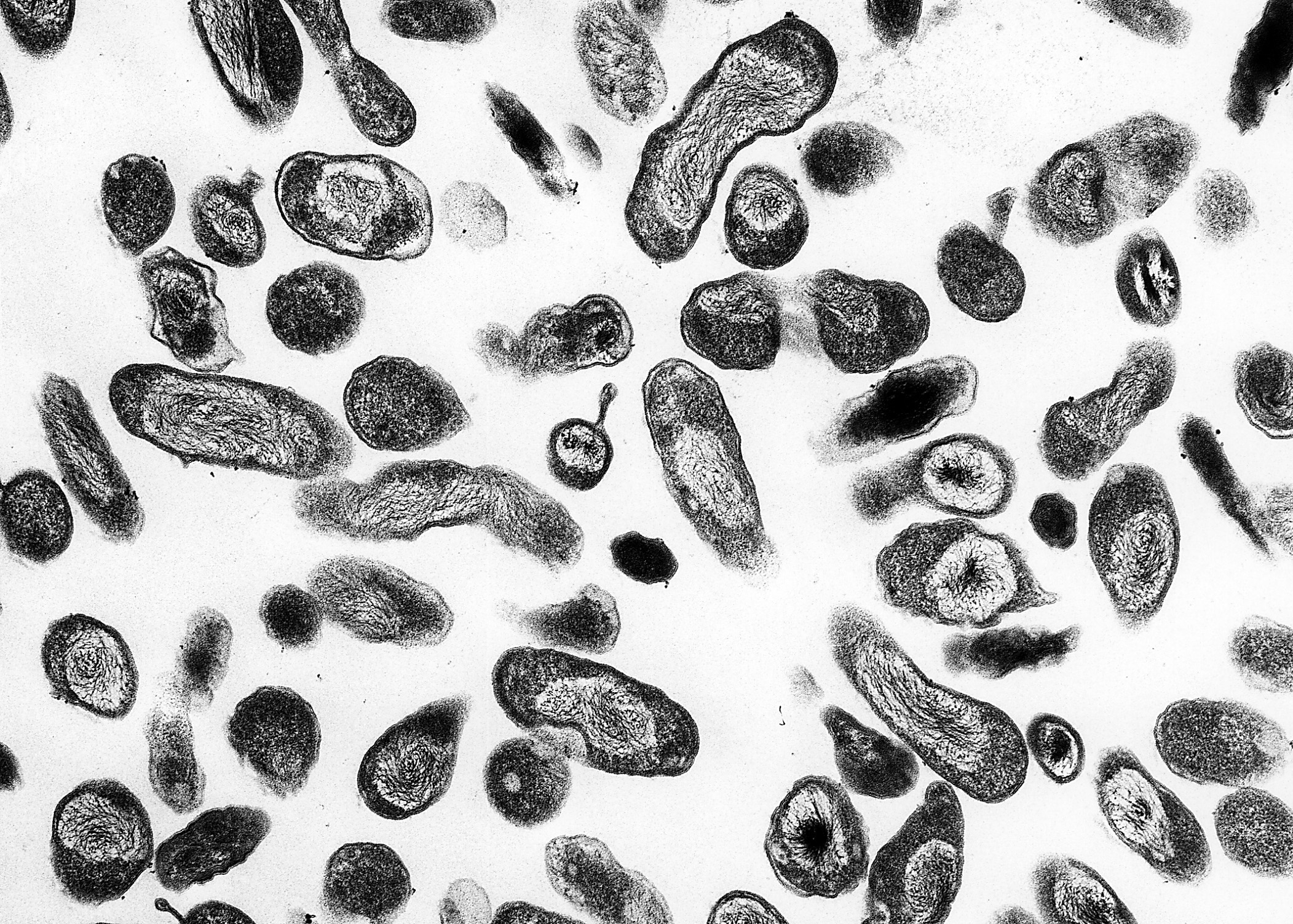
貝氏柯克斯體係球桿菌家族的一員

球桿菌（英語：coccobacillus 複數時：coccobacilli）是一種形狀介於球菌、桿菌之間的微生物。它的形狀是非常短的杆形，因而常常被誤認爲球菌。流感嗜血桿菌，陰道加德納菌和沙眼衣原體均爲球桿菌。Aggregatibacter actinomycetemcomitans菌是一種普遍存於牙齦菌斑上的革蘭氏陰性菌，它也是球桿菌的一員。同屬球桿菌的不動桿菌菌株可在固體培養基上生長。可誘發百日咳的百日咳桿菌同樣是球桿菌。在醫學上具有重要地位、能誘發布氏桿菌病的布氏桿菌，以及同樣在醫學上具有重要地位、在第三世界國家常見的能誘發軟下疳的、屬於革蘭氏陰性菌的杜克雷嗜血桿菌也是球桿菌家族的一員。